# 肖恩·赖特-菲利浦斯
肖恩·赖特-菲利浦斯（英語：Shaun Wright-Phillips，1981年10月25日—），前英格蘭足球運動員，拥有牙买加和格林纳达血统，司職翼鋒，亦曾出任輔鋒及翼衛等位置。
胡禮菲臘斯由於生父母離婚的關係，結果成為前阿森纳傳奇伊恩·胡禮的養子，他在三歲時被領養，其親弟為巴特利·胡禮菲臘斯。而兒子迪馬治奧胡禮菲臘斯是史篤城球員。

## 生平

### 球會
胡禮菲臘斯早年是在英格蘭的諾定咸森林接受青訓。在胡禮菲臘斯16歲時被諾定咸森林放棄，原因是他生得太過矮小。其後他憑藉著其養父之背景，於1998年加盟曼城，成為曼城青年軍隊員之一。 

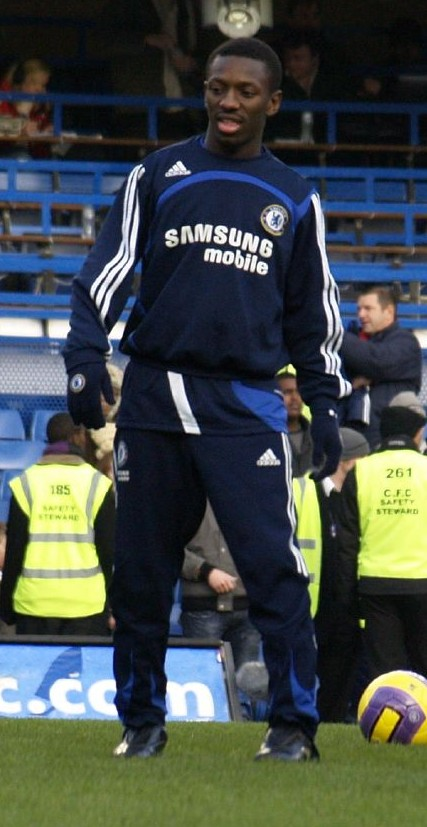
效力車路士時期

胡禮菲臘斯於1999年升上一隊，在聯賽上陣4次；第二年曼城亮相英超，其間胡禮菲臘斯不幸在比賽弄傷韌帶，而曼城更要降回甲組(即現時英冠)。在英甲那季胡禮菲臘斯在凯文·基冈帶領下，上陣35場聯賽共攻入8球，結果曼城返回英超，當選曼城的最佳年青球員，並入選英格蘭21歲以下代表隊友賽意大利。2002-03年球季共上陣40場入11球，並於3月入選英格蘭足球代表隊。
憑著過去出色表現，胡禮菲臘斯開始受到其他英超大球會斟介，其中有阿仙奴、利物浦和熱刺，不過他卻選擇與曼城續約四年。至2005-06年球季，曼城由於財政困難，不得不將胡禮菲臘斯出售至英超新興冠軍車路士，身價達2,100萬英鎊。
胡禮菲臘斯的加盟，增強了車路士右路側擊的力量，摩連奴亦盛讚他可以補充車路士的不足。雖然如此，胡禮菲臘斯卻遲遲未能成為球隊的正選右翼，他往往淪為球隊的第四翼鋒。儘管如此，胡禮菲臘斯所在的車路士在2005-06年球季奪得英超冠軍，與1997-98年球季為阿仙奴奪冠的伊恩·胡禮成爲首對英超冠軍父子兵。直至2007-08年球季，他把握洛賓離隊及祖高爾狀態不佳，半季間成為了車路士的右翼正選。隨著傷兵康復，胡禮菲臘斯再次成為後備。
2008年8月28日胡禮菲臘斯重返曼城，簽約四年，轉會費沒有透露，媒體估計大約是850萬英鎊。他會穿上8號球衣。
2011年8月31日，在曼城一直未受重用的胡禮菲臘斯轉投新近易主的昆士柏流浪，簽約三年。

### 國家隊
胡禮菲臘斯早於2003年3月已代表英格蘭國家隊出賽。在2004年8月18日對賽烏克蘭時，他於53分鐘後備上陣。不到二十分鐘，胡禮菲臘斯的個人突破，取得他在國家隊的首個入球，最後英格蘭大勝3-0。
當時擔任國家隊隊長的碧咸曾讚賞胡禮菲臘斯，謂他「值得成為星級球員」。2007年9月8日對以色列的歐洲國家盃外圍賽賽事當中，胡禮菲臘斯穿起8號球衣以正選身份上陣，上半場接應祖高爾從左路的傳中近門射入，替球隊先開紀錄，最後球隊以3:0勝出。一個月後對愛沙尼亞的外圍賽中再次正選上陣並射入首個入球。
2010年10月14日，在2010年世界盃外圍賽對陣白俄羅斯的賽事中，他取得了在國家隊的第5個入球。

## 榮譽
車路士
- 英格蘭超級足球聯賽 冠軍：2005/06年
- 英格蘭聯賽盃 冠軍：2006/07年
- 英格蘭社區盾 冠軍：2005年

## 外部連結
- 足球資料庫：肖恩·赖特-菲利浦斯 （页面存档备份，存于）
- 英格蘭足總：肖恩·赖特-菲利浦斯 （页面存档备份，存于）
- BBC：球員簡介 （页面存档备份，存于）
- 曼城官方 胡禮菲臘斯檔案 （页面存档备份，存于）